# Geraldine Brooks (pisarka)
Geraldine Brooks (ur. 14 września 1955) – amerykańska pisarka i dziennikarka pochodząca z Australii. W 2006 roku otrzymała nagrodę Pulitzera za powieść pt. March.

## Twórczość
- 9 części pożądania, tłum. Radosław Nowakowski, Świat Książki, 1996; Nine Parts of Desire: The Hidden World of Islamic Women, 1994.
- Ludzie księgi, Wydawnictwo Cyklady, 2008[3]; People of the Book, 2008.
- March, Wydawnictwo Cyklady, 2008[4]; March, 2005.